# 亞歷山德拉·費奧多羅芙娜皇后 (普魯士的夏洛特)
普魯士的夏洛特（德語：Charlotte von Preußen，1798年7月13日—1860年11月1日），婚後名亞歷珊德拉·費奧多羅芙娜，是布蘭登堡選侯、普鲁士国王腓特烈·威廉三世与王后路易絲的长女，后来成为俄罗斯帝国的皇后，沙皇尼古拉一世之妻、亞歷山大二世之母。是尼古拉二世的曾祖母

## 生平
出生於柏林夏洛滕堡宮，她是國王腓特烈·威廉三世的第三個孩子，兩位兄長分別是日後的普魯士國王腓特烈·威廉四世與威廉一世。夏洛特的童年正值拿破崙戰爭；當普魯士在1806年的耶拿-奧爾施泰特會戰被法軍擊敗後，路易絲王后帶著八歲的夏洛特和其他孩子逃到東普魯士的柯尼斯堡，直到1809年底才返回柏林。
1814年，俄羅斯的尼古拉大公來訪柏林，雙方協議讓尼古拉與夏洛特結婚，以加強普俄同盟。在1816年的第二次來訪期間，尼古拉大公與夏洛特相談甚歡，並一同觀賞柏林國立歌劇院表演。兩人於1816年10月訂婚。
1817年，夏洛特在哥哥威廉的陪同下前往俄羅斯，昄依東正教並改俄名「亞歷珊德拉·費奧多羅芙娜」（Александра Фёдоровна）。1817年7月13日（俄曆7月1日），兩人於聖彼得堡冬宮正式結婚。
沙皇亞歷山大一世於1825年去世。由於亞歷山大一世未有子嗣，原皇位繼承人康斯坦丁大公已於1822年放棄繼承權，尼古拉登基為沙皇尼古拉一世。尼古拉和亞歷珊德拉的加冕禮在1826年9月舉行。
從1825年至1855年尼古拉去世，亞歷珊德拉擔任俄羅斯皇后近30年。她本身對於政治沒有太大興趣，始終支持沙皇的決策。由於健康因素，自1837年起亞歷珊德拉移居克里米亞。尼古拉一世於1855年因流感駕崩，由長子亞歷山大二世繼承皇位。

## 家庭
1817年，夏洛特與俄羅斯沙皇亞歷山大一世的弟弟尼古拉結婚，兩人共有4子3女：
1. 亚历山大·尼古拉耶維奇（1818年—1881年），1855年成為俄羅斯沙皇，即亞歷山大二世
2. 瑪麗亞·尼古拉耶芙娜（1819年—1876年），洛伊希滕貝格公爵夫人，馬克西米利安·德·博阿爾內的妻子
3. 奧爾加·尼古拉耶芙娜（1822年—1892年），符騰堡王后，卡爾一世的妻子
4. 亞歷山德拉·尼古拉耶夫娜（1825年—1844年），黑森-卡塞爾王子腓特烈·威廉的妻子
5. 康斯坦丁·尼古拉耶維奇（1827年—1892年），與薩克森-阿爾滕堡的亞歷山德拉結婚
6. 尼古拉·尼古拉耶維奇（1831年—1891年），與歐登堡的亞歷山德拉結婚
7. 米哈伊爾·尼古拉耶維奇（1832年—1909年），與巴登的塞西莉埃結婚